# Vol Copa Airlines 201
Le 6 juin 1992, le Boeing 737-200 Adv effectuant le vol Copa Airlines 201, un vol international régulier entre l'aéroport international de Tocumen, dans la ville de Panama, et l'aéroport international Alfonso-Bonilla-Aragón, près de Cali, en Colombie, s'incline brusquement sur le côté, plonge en piqué vers le sol, puis se désintègre dans les airs avant de s’écrasé dans la jungle de la région du Darién, environ 29 minutes après son décollage, ne laissant aucun survivant parmi les 47 personnes à bord. 
L'accident est survenu après une panne d'instruments de bord, entraînant une désorientation spatiale des pilotes. Plusieurs facteurs y ont contribué, notamment une formation incomplète et l'absence d'utilisation de l'horizon de secours par les pilotes.
C'est l’accident aérien le plus meurtrier de l’histoire du Panama et le premier (et à ce jour, le seul) accident mortel de Copa Airlines.

## Avion et équipage

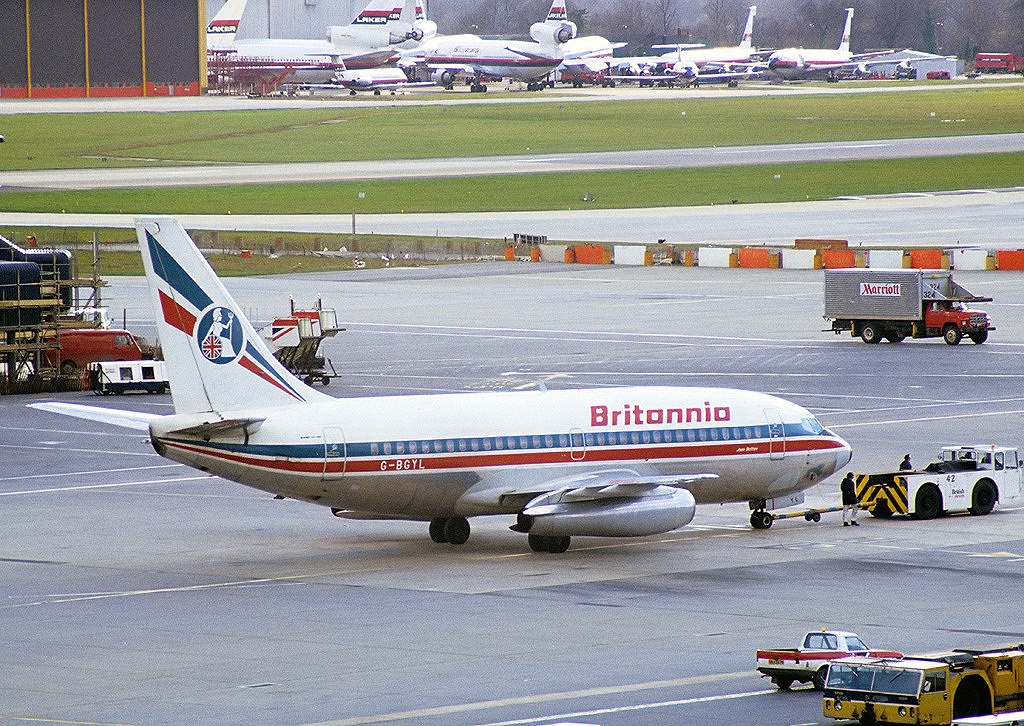
L'avion impliqué dans l'accident, photographié ici plusieurs années avant le crash, alors qu'il opérait pour Britannia Airways (G-BGYL).

L’appareil assurant ce vol était un Boeing 737-204 Adv, un biréacteur court/moyen-courrier âgé de 12 ans, immatriculé HP-1205CMP et piloté par le commandant de bord Rafael Carlos Chial (53 ans) et l'officier pilote de ligne Cesareo Tejada (25 ans). Le vol 201 transportait 40 passagers et 7 membres d'équipage, dont 5 agents de bord dans la cabine. 
L'avion, fabriqué en 1980, entre d'abord en service avec l'immatriculation G-BGYL chez Britannia Airways. Copa Airlines a fait l'acquisition de l'avion à la suite du contrat de location conclu entre les deux compagnies dans les années 1990. Il portait toujours une livrée hybride Britannia / Copa au moment de l’accident.

## Accident
Le vol 201 a décollé de la piste 21L de l'aéroport international de Tocumen, dans la ville de Panama, à 20 h 37 heure locale, en tant que vol régulier à destination de Cali en Colombie, avec 40 passagers et 7 membres d'équipage. À environ 20 h 47, environ 10 minutes après le décollage, le commandant Chial a pris contact avec le contrôle de la circulation aérienne de la ville de Panama pour demander des informations météorologiques. Le contrôleur a signalé qu’il y avait une zone de très mauvais temps entre 50 et 80 kilomètres de leur position.
À 20 h 48, le commandant Chial a établi un autre contact radio en demandant au contrôleur de Panama l'autorisation de suivre une route différente en raison des conditions météorologiques difficiles. Le nouvel itinéraire place l'avion au-dessus de la région du Darién.
À 20 h 56, alors que le vol 201 vole à une altitude de 25 000 pieds (7 620 mètres), l'avion entre dans un virage prononcé à un angle de 80 degrés à droite et commence à partir en piqué de manière incontrôlable, en accélérant vers le sol. Malgré les tentatives du commandant de bord et du copilote de stabiliser l'appareil, ce dernier poursuit sa plongée abrupte proche de la vitesse du son et commence à se disloquer à l'altitude d'environ 9 000 pieds (2 750 mètres). Le vol 201 s'est écrasé à 486 nœuds (plus de 900 km/h) dans la jungle de la région du Darién, tuant instantanément toutes les personnes à bord.
À 20 h 57, le contrôleur aérien de Tocumen a tenté en vain de prendre contact avec l'avion jusqu'à ce qu'il reçoive un message radio d'un DC-10 de la KLM, qui approchait de l'aéroport, signalant qu'ils avaient intercepté un signal de détresse provenant du transpondeur de l'avion et le situant dans une zone située entre la frontière colombienne et la région du Darién, à plusieurs kilomètres de leur position. Après plusieurs tentatives infructueuses pour entrer en contact avec l'avion perdu, le contrôleur de Tocumen a finalement déclaré une situation d'urgence à l'aéroport et a informé le centre de contrôle colombien à Bogota de la disparition de l'avion. Le lendemain, à l'aube, des appareils de recherche ont été envoyés à la dernière position connue du vol 201.
Après 8 heures, les équipes de secours ont repéré les premiers débris dans la jungle du Darién. En raison de l'éloignement de la zone et de la difficulté d'accès, il a fallu 12 heures au personnel de secours pour atteindre le site. Aucune des 47 personnes à bord n'a survécu à l'accident,,,.
Étant donné que les corps des victimes et les diverses parties du fuselage de l’avion étaient dispersés dans un rayon de 10 kilomètres, le processus de récupération a été extrêmement difficile. Après que les enquêteurs se sont rendus sur le lieu de l'accident, l'enquête pour trouver la cause du crash a commencé,.

## Victimes
Le vol 201 transportait 40 passagers et un équipage composé de deux pilotes et de 5 membres du personnel navigant commercial (PNC). Parmi les victimes figurent 36 Colombiens, 8 Panaméens, 2 Américains et 1 Italien.
| Nationalité | Passagers | Équipage | Total |
| ----------- | --------- | -------- | ----- |
| Colombie    | 36        | 0        | 36    |
| Panama      | 1         | 7        | 8     |
| États-Unis  | 2         | 0        | 2     |
| Italie      | 1         | 0        | 1     |
| Total       | 40        | 7        | 47    |

## Enquête
L'enregistreur phonique du poste de pilotage (CVR) a été retrouvé et envoyé aux États-Unis à des fins d'analyse par le NTSB (conseil national de la sécurité des transports américain). Cependant, les analystes du NTSB ont découvert que la bande de l'enregistreur était cassée en raison d’une erreur de maintenance et que ce dernier avait cessé de fonctionner 7 jours avant l'accident. Les enquêteurs ont eu plus de chance avec l’enregistreur de données de vol (FDR), qui a montré que l’avion avait effectué un plongeon à haute vitesse avant de se briser en plein vol.
Malgré certaines similitudes avec d'autres incidents liés au Boeing 737 au cours des années 1990 (comme le vol United Airlines 585 ; voir : Accidents liés à la gouverne du Boeing 737), la possibilité d'une défaillance de la gouverne de direction en vol a été écartée comme cause possible de l'accident.

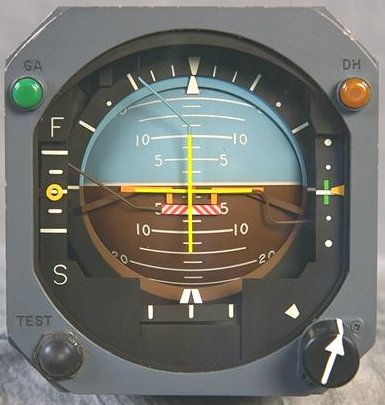
Photo d'un ADI (horizon artificiel). En raison d'un court-circuit, les indicateurs du vol 201 montraient des lectures erronées, provoquant la confusion chez les pilotes.

Le problème a ensuite été attribué à un faisceau de câbles défectueux dans les instruments de bord, notamment du côté de l'horizon artificiel (ADI - Attitude Director Indicator). Les fils ont été endommagées à la suite d'une surcharge prolongée, ce qui a provoqué un court-circuit intermittent dans le flux de données du gyroscope vertical (VG) du côté du commandant de bord (VG-1).
Ce problème a été aggravé lors du vol ayant entraîné l'accident. Il y a deux écrans ADI, alimentés indépendamment par leur propre VG (gyroscope) - une paire ADI / VG pour le commandant de bord et une paire séparée pour le copilote. En cas de problème d’un des VG, l’équipage peut commuter manuellement l’un ou l’autre des ADI pour utiliser l’autre VG. L'interrupteur du réglage des ADI du poste de pilotage a été retrouvé sur les lieux de l'accident, dans la position « les deux sur le VG-1 », alimentant les deux ADI à partir du même gyroscope, celui du commandant de bord (VG-1), celui-là qui était donc défectueux.
En conséquence, les deux ADI sont restés momentanément inchangées (à cause du court-circuit, aucune nouvelle donnée n'arrivant à passer), laissant croire à l’équipage que l’avion volait toujours dans une assiette particulière. Le pilote automatique de l'appareil s'est alors déconnecté, car il recevait des informations incohérentes de la part des instruments. Au départ, l’ADI a indiqué à l’équipage que l’avion était légèrement incliné à droite. Dès lors, le pilote a voulu remettre l'avion en palier, sans savoir que l'instrument était figé, et a donc incliné l'appareil à gauche. Quelques secondes plus tard, l'ADI se débloque momentanément et affiche l'avion dans une position trop incliné à gauche, ce qui a, cette fois, incité le pilote à incliner l'avion à droite. L'ADI restant bloqué en position de virage à gauche, le pilote accentue son effort pour essayer de ramener l'avion à plat, en amenant le manche vers la droite. En pleine nuit et sans repère visuel, cette action a fait progressivement rouler l’appareil à près de 80 degrés vers la droite et l’a entraîné dans un piqué, sans aucune chance de récupération.
Les enquêteurs ont également constaté que les pilotes avaient probablement accès à l'horizon artificiel (ADI) de secours pendant la panne intermittente des systèmes principaux (les dommages après impact de l’indicateur de secours ont montré qu’il fonctionnait correctement jusqu’à l’impact au sol), mais pour une raison inconnue, l'horizon de secours n’a pas été utilisé pour identifier le problème et sélectionner une source fiable d’information d’attitude.
Un autre facteur ayant contribué à l’accident a été l’inefficacité du programme de simulation de formation au sol de Copa Airlines, qui n’a pas fourni suffisamment d’informations sur les différences entre la gestion des ressources de l’avion et de l’équipage afin de donner aux pilotes les connaissances nécessaires pour surmonter les indicateurs d’attitude défaillants et pour garder le contrôle d'un appareil avec les instruments de secours. De plus, dans l’avion accidenté, les pilotes essayaient d’appliquer ce qu’ils avaient appris dans le simulateur à ce sujet, mais en raison du passage du commutateur de l'ADI à la position « les deux sur VG-1 » et du manque d’informations pendant leur formation, la référence du VG-2 a été perdue et les pilotes n'ont pas pu identifier le problème en conséquence.
Un facteur supplémentaire ayant contribué à l'accident était la configuration non standard et l'absence d'uniformisation du poste de pilotage entre les appareils de la flotte de Copa Airlines, y compris les différences entre les appareils de la flotte et les simulateurs utilisés pour la formation. Cela a semé la confusion parmi les pilotes au sujet de la détermination du réglage des commutateurs ADI pour l'aéronef utilisé à l'époque.
En effet, la nuit de l'accident, un des deux pilotes (comme le CVR n'était pas exploitable, les enquêteurs n'ont pas pu déterminer qui) a placé le sélecteur du réglage de l'ADI vers la gauche sur la position « les deux sur VG-1 », mettant les deux indicateurs d'attitude sur celui qui était défaillant. Or, sur le simulateur utilisé à l'époque pour la formation des pilotes, placer le même sélecteur vers la gauche bascule le gyroscope du commandant (donc VG-1) vers un gyroscope auxiliaire, assurant quasiment donc de résoudre le problème. Cependant, sur l'avion accidenté, le réglage du sélecteur sur la position à gauche avait donc une tout autre fonction que sur celui du simulateur, le pilote croyant passer sur un gyroscope indépendant a, sans le vouloir, placé les deux indicateurs sur le même gyroscope, celui qui était défaillant. Toutefois, les enquêteurs n'expliquent pas pourquoi les pilotes n'ont pas utilisé l'horizon artificiel de secours, qui a affiché la bonne indication d'assiette jusqu'à l'impact.
Témoins oculaires
Le matin suivant l'accident, des stations de radio colombiennes et panaméennes ont rapporté que des habitants de villages proches du lieu de l'accident ont déclaré avoir ressenti une très forte explosion pendant la nuit et certains ont même déclaré avoir aperçu des objets brûlants qui tombaient du ciel vers la jungle.
Cependant, ces informations ont finalement été rejetées par le chef de l'autorité de l'aviation civile du Panama, Zosimo Guardia.

## Conséquences

### Réponse de Copa Airlines
Copa Airlines a dû renforcer son programme de formation des équipages, en particulier pour les pilotes qui apprennent à piloter différents types d’aéronefs, ainsi que dans plusieurs domaines tels que la résolution des pannes de l'horizon artificiel et la capacité de garder le contrôle de l’avion lors de défaillances des instruments dans des conditions météorologiques défavorables. Copa Airlines a également dû reconfigurer les opérations de sa flotte via une refonte majeure jusqu'à devenir l'une des compagnies aériennes les plus modernes et les plus sûres en Amérique de nos jours.
L’accident du vol Copa 201 reste le plus meurtrier dans l’aviation panaméenne et dans l’histoire de Copa Airlines à ce jour.

### Poursuites
À la suite de l'accident, les membres de familles des personnes décédées dans le crash ont engagé 49 poursuites contre Lucas Industries, l'un des fournisseurs du Boeing 737. L'affaire a été réglée à l'amiable pour un montant non divulgué.
En 1993, un membre de la famille de Clariza Bernal Luna, l'un des passagers américains à bord du vol, a engagé une action en justice contre Copa Airlines devant un tribunal fédéral du Texas, alléguant que la compagnie aérienne avait vendu un billet au passager par l'intermédiaire d'une agence de voyages à Houston, bien que la compagnie aérienne n'ait pas de centre d'opérations au Texas. L'affaire a finalement été classée par le tribunal le 30 mars 1994.

## Médias
L'accident a fait l'objet d'un épisode dans la série télévisée Air Crash nommé « Evanouis dans la jungle » (saison 14 - épisode 4).